# Indicação geográfica no Brasil
A indicação geográfica no Brasil consiste no reconhecimento por órgãos de registro da propriedade industrial do local de origem de determinado produto, de acordo com as definições oriundas de tratados internacionais e leis internas.

## Histórico da legislação brasileira
A legislação brasileira anterior ao Acordo TRIPs tratava a matéria de forma indireta, desde a Convenção de Paris de 1883 (ou Convenção da União de Paris — CUP), na qual o Brasil, como membro originário, comprometeu-se a combater as “falsas indicações de procedência”. Posteriormente, em 1923, o Decreto nº 16.264 instituiu a primeira legislação brasileira sobre propriedade industrial que previa a repressão às falsas indicações de proveniência.
A fim de conformar a legislação brasileira às disposições do Acordo TRIPs, foi elaborado um novo marco jurídico interno, a Lei de Propriedade Industrial, que, entre outras coisas, passou a prever expressamente a proteção às indicações geográficas, cujo registro ficou a cargo do Instituto Nacional da Propriedade Industrial (INPI, autarquia brasileira).

## Definições na Lei 9.279
Divide as indicações geográficas em duas espécies paralelas e excludentes entre si:
- Indicação de procedência é o nome geográfico de um país, cidade, região ou uma localidade de seu território, que se tornou conhecido como centro de produção, fabricação ou extração de determinado produto ou prestação de determinado serviço.
- Denominação de origem é o nome geográfico de país, cidade, região ou localidade de seu território, que designe produto ou serviço cujas qualidades ou características se devam exclusiva ou essencialmente ao meio geográfico, incluídos fatores naturais e humanos.

O nome geográfico registrado junto ao INPI torna-se o elemento distintivo do produto ou serviço. Pode ser tanto o nome oficial quanto o tradicional ou costumeiro que designe a área geográfica onde se desenvolva a atividade da indicação geográfica, desde que devidamente comprovado quando do pedido de proteção junto ao INPI.
A indicação geográfica confere ao produto ou ao serviço uma identidade própria, visto que o nome geográfico utilizado junto ao produto ou ao serviço estabelece uma ligação entre as suas características e a sua origem. Consequentemente, cria um fator diferenciador entre aquele produto ou serviço e os demais disponíveis no mercado, tornando-o mais atraente e confiável.
Uma vez reconhecida, a indicação geográfica só poderá ser utilizada pelos membros daquela localidade que produzem ou prestam serviço, após a fiscalização nos termos do regulamento de uso apresentado no pedido de registro e aprovado pelo INPI.
Desta forma, pode ser verificado que o legislador brasileiro, ao regular internamente a definição de indicação geográfica constante do Acordo TRIPs, não o fez de forma literal. Por um lado, restringiu-o em determinados aspectos, como no caso do uso de um nome geográfico, tendo em vista que o TRIPs permite o uso de qualquer nome, desde que este lembre uma localização geográfica. Por outro, ele expandiu-o, como no caso da extensão da proteção de produtos também para os serviços.

## Organização
A proteção de uma indicação geográfica é um ato de reconhecimento público em relação à origem de um produto ou serviço. Tradicionalmente são geridas pelos próprios produtores, agrupados em entidades locais, e no Brasil não é diferente.
O reconhecimento de um nome geográfico como indicação geográfica pode ser requerido por sindicatos, associações, institutos ou qualquer outra pessoa jurídica representativa daquela coletiva e nela sediada. Os requerentes agem como substitutos processuais dos produtores ou prestadores de serviço que tiverem direito ao uso do nome geográfico.

## Efeitos
Legalmente, o principal efeito do reconhecimento de uma indicação geográfica pelo INPI é a não diluição do nome geográfico, de forma a impedir o seu uso por terceiros, como marca ou expressão de propaganda, bem como impedir que o mesmo se torne nome comum e designativo da própria coisa.
O fenômeno da diluição pode ser observado no caso do queijo minas, produto com nome evocativo do estado de Minas Gerais, mas que é hoje produzido em todo o Brasil, consistindo em uma designação genérica de um tipo de queijo fresco.
Comercialmente, é utilizado pelos seus titulares como um instrumento de competitividade no mercado, estabelecendo estratégias coletivas de divulgação e controle, buscando diferenciação ante a produtos similares e a fidelização do consumidor.

## Indicações brasileiras

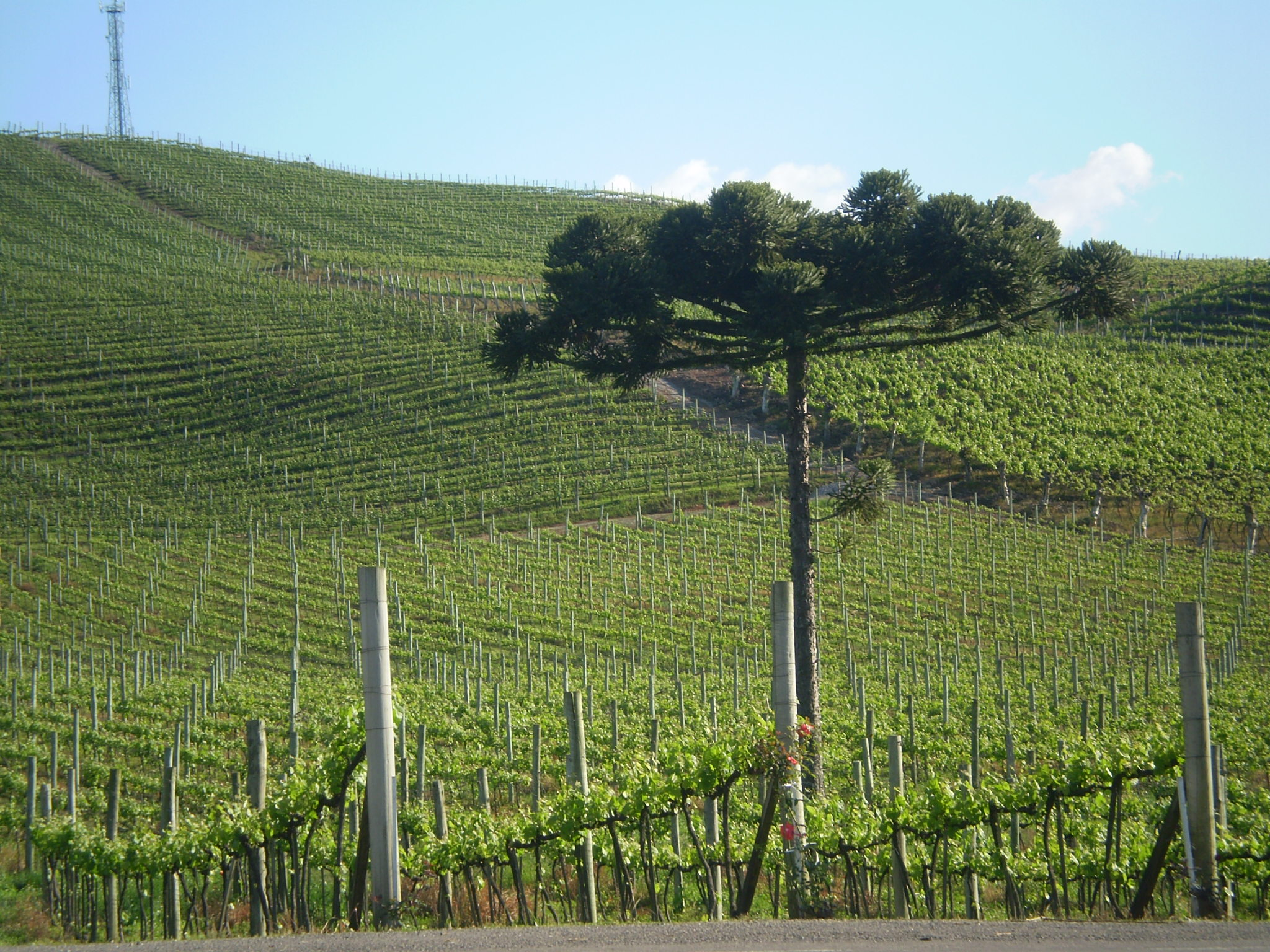
Parreiral em Bento Gonçalves. O Vale dos Vinhedos foi a primeira indicação geográfica brasileira

O Vale dos Vinhedos é a primeira indicação geográfica nacional, concedida em 19 de novembro de 2002. A sua proteção trouxe aos produtores de vinhos locais a preservação das características tradicionais de sua produção, a valorização das propriedades, o estímulo à melhoria de qualidade, o aumento da autoestima e o crescimento do enoturismo em toda a região.
Até 22 de outubro de 2012 foram registradas, quanto a produtos nacionais, 22 indicações de procedência e 7 denominações de origem, tendo sido a primeira destas para o arroz do Litoral Norte Gaúcho.
Em anos mais recentes, o Estado da Bahia iniciou um movimento para buscar o reconhecimento como indicação geográfica de diversos produtos locais, a exemplo da Cachaça de Abaíra, da Farinha da Copioba, do Chocolate do Sul da Bahia e dos Licores do Recôncavo.
Uma importante referência sobre recentes projetos de Indicação Geográfica no Estado de São Paulo, tais como a Uva Niagara da região de Jundiahy e Calçados Infantis de Birigui, estão relatadas no livro Origem SP.

## Indicações estrangeiras no Brasil
O Acordo TRIPs estabelece a proteção recíproca das indicações geográficas entre os países membros.
Desta forma um nome geográfico já reconhecido como indicação geográfica no seu país de origem, ou por entidades/organismos internacionais, pode solicitar o registro no INPI, devendo comprovar o seu enquadramento como indicação de procedência ou denominação de origem, não bastando a simples transposição da nomenclatura estrangeira para a da lei brasileira.
As indicações geográficas estrangeiras registradas no INPI são a Região dos Vinhos Verdes, Cognac, San Daniele, Franciacorta, entre outras.